# Tropaeolaceae
Famille
Classification APG III (2009)
La famille des Tropaeolaceae (Tropaéolacées ou Tropéolacées) regroupe des plantes dicotylédones. Elle comprend moins de cent espèces réparties en deux ou trois genres.
Ce sont des plantes herbacées annuelles ou pérennes. En France, la plante la plus connue, appartenant à cette famille, est la grande capucine.

## Étymologie
Le nom vient du genre type Tropaeolum, dérivé du grec τροπαίων / tropaion, trophée, en références aux feuilles, représentant un bouclier et aux fleurs, un casque.

## Classification
La classification phylogénétique place maintenant cette famille dans l'ordre des Brassicales lui-même placé dans le groupe des Malvidées (anglais eurosids II). Le Angiosperm Phylogeny Website [30 avril 2007] n'accepte plus qu'un seul genre (Tropaeolum).

## Liste des genres
Selon Angiosperm Phylogeny Website (4 août 2015) :
- genre Tropaeolum
- genre Trophaeastrum (optionnel)

Selon NCBI (4 août 2015) :
- genre Magallana
- genre Tropaeolum
- genre Trophaeastrum

Selon DELTA Angio (4 août 2015) :
- genre Magallana
- genre Tropaeastrum (certainement Trophaeastrum)
- genre Tropaeolum

Selon ITIS (4 août 2015) :
- genre Tropaeolum L.

## Liste des espèces
Selon NCBI (21 juin 2010) :
- genre Magallana
  - Magallana porifolia - syn. Tropaeolum porifolium (Cav.) L.Andersson & S.Andersson

- genre Tropaeolum
  - Tropaeolum adpressum
  - Tropaeolum argentinum
  - Tropaeolum asplundii
  - Tropaeolum azureum
  - Tropaeolum beuthii
  - Tropaeolum brachyceras
  - Tropaeolum capillare
  - Tropaeolum ciliatum
  - Tropaeolum cochabambae
  - Tropaeolum cuspidatum
  - Tropaeolum emarginatum
  - Tropaeolum fintelmannii
  - Tropaeolum harlingii
  - Tropaeolum hookerianum
  - Tropaeolum incisum
  - Tropaeolum jilesii
  - Tropaeolum kingii
  - Tropaeolum kuntzeanum
  - Tropaeolum leptophyllum
  - Tropaeolum lindenii
  - Tropaeolum looseri
  - Tropaeolum magnificum
  - Tropaeolum majus
  - Tropaeolum meyeri
  - Tropaeolum minus
  - Tropaeolum moritzianum
  - Tropaeolum nuptae-jucundae
  - Tropaeolum papillosum
  - Tropaeolum peltophorum
  - Tropaeolum pendulum
  - Tropaeolum pentaphyllum
  - Tropaeolum peregrinum
  - Tropaeolum polyphyllum
  - Tropaeolum pubescens
  - Tropaeolum repandum
  - Tropaeolum rhomboideum
  - Tropaeolum rhomboideum × Tropaeolum tricolor
  - Tropaeolum sessilifolium
  - Tropaeolum smithii
  - Tropaeolum speciosum
  - Tropaeolum stipulatum
  - Tropaeolum tricolor
  - Tropaeolum tuberosum
  - Tropaeolum warmingianum
  - Tropaeolum × tenuirostre
- genre Trophaeastrum
  - Trophaeastrum patagonicum